# 891

## Události
- 6. října – Formosus zvolen papežem
- Arnulf Korutanský porazil Normany v bitvě u Leuven

## Narození
- Abd ar-Rahmán III., emím a první chalífa córdobský

## Úmrtí
- 6. února – Fotios, patriarcha konstantinopolský
- Bořivoj I., český panovník (nejzazší uvažovaný termín … zemřel někdy 888–891)

## Hlavy států
- České knížectví – Bořivoj I. (žil-li ještě) – Svatopluk I. ve jménu nedospělého Spytihněva I.
- Velkomoravská říšeSvatopluk I.
- Papež – Štěpán V. – Formosus
- Anglie – Alfréd Veliký
  - Mercie – Æthelred
- Skotské království – Donald II.
- Východofranská říše – Arnulf Korutanský
- Západofranská říše – Odo Pařížský
- Uherské království – Almoš nebo Arpád
- První bulharská říše – Vladimír Bulharský
- Kyjevská Rus – Oleg
- Byzanc – Leon VI. Moudrý
- Svatá říše římská – Kvído ze Spoleta